# Мария фон Насау-Висбаден
Мария фон Насау-Висбаден-Идщайн (на немски: Maria von Nassau-Wiesbaden-Idstein; * 1438; † 10 януари 1480) е графиня от Насау-Висбаден-Идщайн и чрез женитба графиня на Изенбург-Бюдинген (1461 – 1511).

## Произход
Тя е дъщеря, най-голямото дете, на граф Йохан II фон Насау-Висбаден-Идщайн (1419 – 1480) и съпругата му графиня Мария фон Насау-Диленбург (1418 – 1472), дъщеря на граф Енгелберт I фон Насау-Диленбург.

## Фамилия
През 1455 г. Мария се омъжва за граф Лудвиг II фон Изенбург (* 1422; † 4 юни 1511), син на граф Дитер I фон Изенбург-Бюдинген († 1461) и графиня Елизабет фон Золмс-Браунфелс († 1451). Раждат им се 10 деца:
- Анна (* 6 януари 1460; † 27 юли 1522), омъжена на 9 септември 1480 г. за граф Филип II фон Ханау-Лихтенберг (1462 – 1504)
- Маргарета (1464 – 1506)
- Мария (1465 – 1527)
- Филип (* 20 март 1467; † 22 февруари 1526), граф на Изенбург-Бюдинген-Ронебург в Келстербах (1511 – 1526), женен 1495 г. за графиня Амалия фон Ринек (1478 – 1543)
- Катарина (1468)
- Елизабет (* пр. 23 юни 1460; † ок. 1543), сгодена 1476 г., омъжена на 27 януари 1482 г. в Бюдинген за граф Зигмунд II фон Глайхен-Тона († 1525)
- Дитер II (ок. 1470 – 1521), граф на Изенбург-Бюдинген
- Йохан V (* 1476 † 18 май 1533), граф на Изенбург-Бюдинген-Бирщайн (1511 – 1533), женен на 17 юни 1516 за Анна фон Шварцбург-Бланкенбург (1497 – 1546)
- Кунигунда
- Бригита